# Ohi bella
Terra mia è il quarto album del gruppo di musica popolare calabrese i Calabruzi pubblicato nel 1999.

## Tracce
1. L'angelu
2. Festa
3. Calabrisella
4. A nicastrisi
5. Iu stasira mi fazzu zita
6. Paisellu miu
7. Zampugnaru
8. Ninna nanna
9. L'annu
10. 'A strina cusentina
11. Ohi bella
12. Notte santa
13. Tarantella zampugnara
14. Emigrante
15. A calabrisella
16. Filastroccata